# Guy Guillabert
Guy René Jacques Guillabert (ur. 28 stycznia 1931 w Villefranche-d’Albigeois, zm. 4 września 2009 w Châtellerault) – francuski wioślarz, brązowy medalista olimpijski.
Wystąpił na igrzyskach olimpijskich w Melbourne w 1956, gdzie Francuzi w składzie: René Guissart, Yves Delacour, Gaston Mercier i Guy Guillabert zdobyli brązowy medal w czwórkach bez sternika. W wyścigu finałowym wyprzedziły ich osady Kanady i Stanów Zjednoczonych. Był to jego jedyny start olimpijski.